# Eggersdorf (bei Schönebeck)
Eggersdorf (bei Schönebeck) este o comună din landul Saxonia-Anhalt, Germania.
1. ↑  GeoNames